# Szydłowieckie Centrum Kultury – Zamek

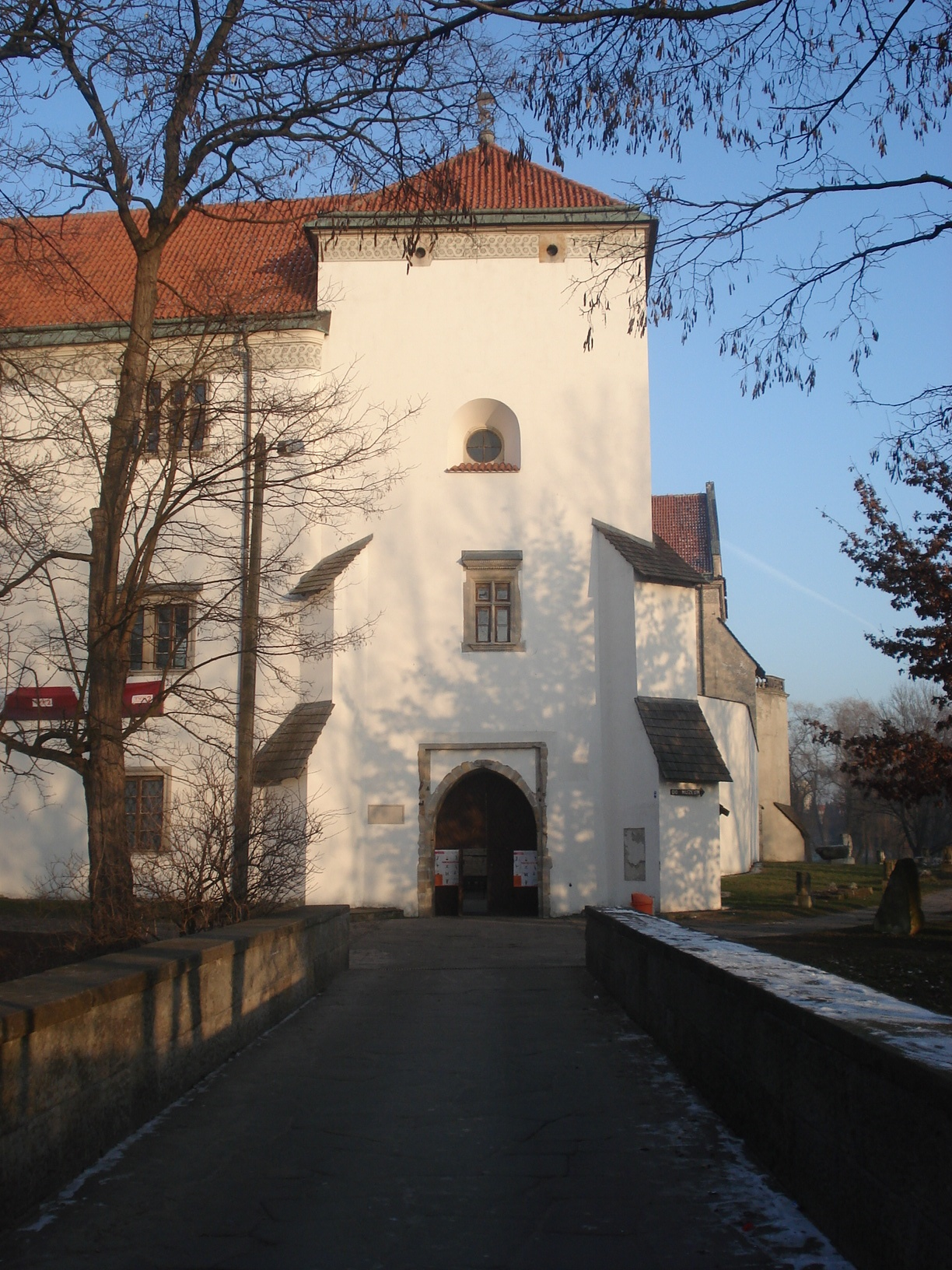
Zamek w Szydłowcu – siedziba SCK

Szydłowieckie Centrum Kultury – Zamek, skr. SCK Zamek (1963–1990 Dom Kultury w Szydłowcu; 1990–2005 Szydłowiecki Ośrodek Kultury; 2005–2007 Szydłowieckie Centrum Kultury – Zamek; 2007–2015 Szydłowieckie Centrum Kultury i Sportu – Zamek); – ośrodek kultury finansowany przez samorząd gminy w Szydłowcu, mający swoją siedzibę w miejscowym zamku.
Pierwszy zinstytucjonalizowany ośrodek animacji kulturalnej w Szydłowcu został założony w 1963, wraz z oddaniem do użytku zachodniego skrzydła restaurowanego zamku. W 1990 został połączony z Miejsko-Gminną Biblioteką Publiczną, Kinem "Górnik" oraz Miejskim Ośrodkiem Sportu i Rekreacji, tworząc instytucję zespoloną pod nazwą Szydłowieckiego Ośrodka Kultury (SzOK). 1 stycznia 2005 został przemianowany na Szydłowieckie Centrum Kultury i Sportu - Zamek. W 2007 MOSiR przestał być agendą Centrum. Dlatego usunięto człon "Sportu" z nazwy instytucji. W 2015 w strukturze ośrodka otworzono Pracownię Historii Szydłowca, która w 2024 została przekształcona na Muzeum Miasta Szydłowca. Obecnie dyrektorem SCK - Zamek jest Anna Wilkiewicz.

## Organizacja
W skład SCK - Zamek wchodzą dwa wydziały merytoryczne (Kultury i Dziedzictwa; Biuro wystaw) oraz agendy zespolone z Centrum. Należą do nich:
- Regionalne Centrum Biblioteczno-Multimedialne - jako biblioteka działa od 1930; w 2013 została przekształcona w obecną formę, poszerzając swoją ofertę o zbiory multimedialne, dźwiękowe i audio-wizualne;
- Pracownia Historii Szydłowca;
- Miejska Informacja Turystyczna;
- Kino Górnik Szydłowiec.

## Grupy
W ramach Szydłowieckiego Centrum Kultury działają liczne grupy twórcze promujące różne rodzaje sztuki. Część grup posiada długie, wieloletnie tradycje, zaś inne powstają na pewien czas, by zorganizować imprezę lub prowadzi je specjalnie sprowadzona osoba. Centrum pozwala tworzyć nowe grupy w ramach swojej struktury, spośród stałych grup można wymienić:
- Miejska Orkiestra Dęta – założona została w 1910 roku przez szydłowieckich rajców jako reprezentacyjny zespół Związku Ochotniczych Straży Pożarnych. Od 1992 roku orkiestra działa przy Szydłowieckim Centrum Kultury – Zamek. Jest laureatem licznych przeglądów krajowych i zagranicznych m.in. Międzynarodowego Festiwalu Orkiestr Dętych w Pinnenbergu w Niemczech. Ma swój udział w ustanowieniu rekordu Guinnessa na największą orkiestrę strażacką, która zagrała w 1997 roku na Placu Piłsudskiego w Warszawie. W 2001 roku wystąpiła w uroczystym koncercie w Wadowicach zorganizowanym z okazji urodzin papieża Jana Pawła II. Obsługuje uroczystości państwowe i kościelne. Koncertuje z udziałem wokalistów. Kapelmistrzem orkiestry jest Henryk Kapturski.
- Chór Miasta Szydłowca „Gaudium Canti” – powstał w 1999 roku dzięki zaangażowaniu i kierownictwu artystycznemu pani Danuty Klepaczewskiej, która jest autorem licznych aranżacji utworów wykonywanych przez chór. Grupa składa się z trzydziestu osób reprezentujących różne środowiska i zawody. Czterogłosowy zespół mieszany gromadzi się na cotygodniowych próbach. Chór ma na swoim koncie realizację licznych koncertów na terenie kraju, a także udział w przeglądach, konkursach i uroczystościach państwowych i kościelnych. W repertuarze „Gaudium Canti” znajdują się pieśni maryjne, psalmy Mikołaja Gomółki, oratoria, piosenki ludowe i popularne, kolędy, pastorałki, pieśni wielkanocne oraz patriotyczno-religijne. Obecnie prezesem chóru jest Marzena Olszewska.
- Teatr Poezji „U Radziwiłła” – prowadzony przez panią Sławę Lorenc-Hanusz, realizuje głównie programy słowno-muzyczne dotyczące historii miasta oraz narodu polskiego i żydowskiego. Teatr bierze udział we wszystkich ważniejszych uroczystościach patriotycznych oraz lokalnych. Grupa zajmuje się również działalnością poetycką, realizuje przedstawienia kameralne oraz monodramy.
- Klub Seniora.
- Ponadto SzCK prowadzi cykliczne zajęcia muzykoterapii i terapii dla osób niepełnosprawnych.

Szydłowieckie Centrum Kultury – Zamek od lat wspiera działalność twórców kultywujących tradycje ludowe ziemi szydłowieckiej, mających w swoim dorobku artystycznym liczne nagrody zdobywane na ogólnopolskich i regionalnych przeglądach folklorystycznych. Laureatami „Złotej Baszty” Festiwalu w Kazimierzu Dolnym były m.in. lokalne kapele Bujaka, Wyrwińskich oraz Zespół Śpiewaczy z Korzyc.

### Grupy zamknięte
- Zespół Pieśni i Tańca „Obertas" – powstał w 1984 roku, członkami zespołu byli dzieci i młodzież szydłowieckich szkół, kapelę tworzą muzycy profesjonalni. W programie zespołu znajdowały się tańce i pieśni regionów: opoczyńskiego, świętokrzyskiego, krakowskiego, sądeckiego oraz pieśni i tańce narodowe. Zespół był laureatem wielu ogólnopolskich i międzynarodowych przeglądów folklorystycznych. Koncertował w Czechach, Niemczech, Słowacji oraz w wielu miastach i miasteczkach Polski.
- Grupa Teatralna „Zamczysko” – prowadzona przez panią Irenę Przybyłowską-Hanusz, realizowała plenerowe widowiska teatralne, przedstawienia kameralne oraz programy słowno-muzyczne. Teatr sięga do klasyki literackiej, głównie staropolskiej.
- Grupa Fotograficzna „Młodzi, piękni, bez przyszłości?” – powstał w 2002 roku, zajmuje się prowadzeniem projektów fotograficznych, filmowych i dziennikarskich. Grupa prowadzi warsztaty, realizuje projekty artystyczne, programy animacyjne i kulturalne, organizuje plenery, wystawy a także happeningi.
- Klub Plastyka – zajęcia plastyczne dla dzieci, w ramach których realizowane są różnorodne formy plastyczne, z wykorzystaniem różnorakich materiałów.
- Klub Modelarski –  klubowicze poszerzają swoją wiedzę i umiejętności w zakresie tworzenia modeli jednostek pływających, powietrznych i lądowych, wykorzystując do budowy plastik, karton i inne materiały. Zajęcia odbywają się w Klubie Kotłownia.
- Grupa „Meander” – młodzieżowa grupa plastyczna kierowana przez panią Martę Łabędzką, prowadzi warsztaty rysunku, malarstwa, rzeźby, mozaiki, witrażu, praca z tkaniną artystyczną, zajęcia fotografii, filmu, historii sztuki oraz graficzne projektowanie gazety. Ponadto uczestnicy realizują projekty i organizują wystawy połączone z aukcjami prac członków grupy, współpracując z regionalnymi muzeami.
- Klub Brydżowy „Zamek” – powstał w 1985 roku jako koło zainteresowań, działające w strukturze Domu Kultury w Szydłowcu. W latach 1988–1992 tworzył sekcję wyczynową MZKS „Szydłowianka”. Od 1992 roku związany z SCK – Zamek pod nazwą Klub Brydżowy „Zamek”. Trzon klubu stanowi drużyna biorąca od kilkunastu lat udział w rozgrywkach mistrzowskich prowadzonych przez Radomski Okręgowy Związek Brydża Sportowego, zajmując w 1999 roku drugą lokatę, a w poprzednich dwóch latach trzecie miejsca. W 2002 roku Klub zdobył mistrzostwo i awans do rozgrywek III-ligowych. Członkowie Klubu startowali z powodzeniem w wielu turniejach brydżowych w kraju i uczestniczyli w rozgrywkach Mistrzostw Świata Juniorów w Czechach. Klub Brydżowy „Zamek” jest też organizatorem otwartych środowiskowych turniejów brydża sportowego.
- Klub Tańca Towarzyskiego – działa od 1982 roku. Na zajęcia uczęszczają dzieci i młodzież szkolna. W zależności od wieku ma miejsce podział uczestników na grupy. Klub Tańca Towarzyskiego ma na swoim koncie liczne osiągnięcia w każdej kategorii wiekowej. Do najcenniejszych należy zaliczyć zajęcie I, II, III miejsca przez grupę początkującą dziecięcą w Turnieju tanecznym w Skarżysku-Kamiennej i w Staszowie, a także zajęcie I, II, III przez pary młodzieżowe. Zawodowe pary taneczne kl. B biorą udział w turniejach ogólnopolskich m.in. w Rzeszowie, Dębicy, Radomiu, Stalowej Woli.

## Imprezy cykliczne
Centrum organizuje liczne imprezy prezentujące dorobek lokalnych twórców kultury, promując zarazem miasto i gminę Szydłowiec.

### Ferie Zimowe
Centrum w czasie ferii zimowych organizuje zajęcia klubowe: taneczne, muzyczne, teatralne, plastyczne, bibliotekarskie, bal kostiumowy dla dzieci, warsztaty fotograficzno-filmowe, warsztaty taneczne w Klubie Tańca Towarzyskiego „Zamek” oraz konkursy i przedstawienia dla dzieci i młodzieży.

### Szydłowiecka Wiosna Kulturalna
Szydłowiecka Wiosna Kulturalna – organizowana jest od 1970 roku, trwa ponad dwa miesiące i realizowane jest rokrocznie w okresie od kwietnia do czerwca. W programie znajdują się liczne festiwale, przeglądy, wystawy, spektakle, koncerty oraz festyny. Większa część z tych imprez odbywa się na dziedzińcu szydłowieckiego zamku lub nad zalewem. Wśród licznych imprez, największe z nich to:
- „Szydłowieckie Zygmunty” – święto patrona miasta św. Zygmunta kiermasz rękodzieła oraz sztuki ludowej, koncerty, plener malarski uczniów szydłowieckich szkół, pamiątkowa fotografia panów o imieniu Zygmunt, miejskie uroczystości święta 3 Maja.
- Zamkowe Spotkania Teatralne „O Laur Złotego Gargulca” – ogólnopolski przegląd teatrów amatorskich.
- Ogólnopolski Przegląd Kapel i Zespołów Ludowych Stylizowanych im. Jana Derlety – ogólnopolski przegląd folkloru w kategorii kapel ludowych, zespołów śpiewaczych, zespołów pieśni i tańca.
- „Wianki” – noc świętojańska z obrzędem sobótki, fajerwerkami i koncertami.

### Plener Malarski
Szydłowiecki Plener Malarski Artystów Mazowsza im. Władysława Aleksandra Maleckiego odbywa się na przełomie sierpnia i września. Plener jest realizowany dzięki wsparciu finansowym Samorządu Województwa Mazowieckiego, Starostwa Szydłowieckiego oraz Urzędu Miasta Szydłowca we współpracy ze Stowarzyszeniem na Rzecz Rozwoju Szydłowca. W listopadzie odbywa się Wernisaż Poplenerowy. Udział w plenerze biorą artyści ludowi, województwa mazowieckiego oraz goście z kraju i zagranicy.

### Inne
- Memoriał Tomka Kazubskiego – organizowany od 2002 roku, w pierwszą sobotę grudnia przez Klub Brydża Sportowego „ZAMEK” otwarty Turniej Brydża Sportowego Par.
- Szydłowiecka Gala Taneczna – organizowana od 2001 roku w Zespole Szkół im. Jana Pawła II w Szydłowcu. Prezentacje par tanecznych i formacji tanecznych, tańce towarzyskie, disco, woogie boogie, hip hop, brack dance, tańce nowoczesne z udziałem par i formacji mistrzowskich.
- Szydłowieckie Spotkania Chóralne – organizowana od 2007 roku, we wrześniu prezentacja chórów amatorskich działających w ośrodkach kultury, stowarzyszeniach, parafiach, prezentacja grup śpiewaczych.
- Ogólnopolski Festiwal Piosenki Żeglarskiej „Fosa” – organizowany od 2002 roku, we wrześniu z przeglądem konkursowym, koncertami gwiazd piosenki żeglarskiej, wystawami organizowany przy współpracy z Lekarskim Klubem Żeglarskim „Bocianie Gniazdo” oraz Zespołem Szanty Klasycznej i Pieśni Kubryku „KLIPER” z Radomia.
- Dzień działacza kultury i demokracji lokalnej. Dzień bibliotekarza i bibliotek – spotkanie twórców sztuki, pracowników kultury, bibliotekarzy, przedstawicieli stowarzyszeń społecznych i kulturalnych miasta Szydłowca oraz mecenasów SCK-Zamek.
- Dzień Kultury Żydowskiej „Mazel Tow” – organizowany cyklicznie od 2003 roku, w kwietniu. W programie: Konkurs Poezji i Pieśni Żydowskiej „Mazel Tow”, spektakle teatralne, widowiska plenerowe, koncerty zespołów klezmerskich, wystawy, kuchnia żydowska.

### Konkursy
SCK – Zamek jest organizatorem wielu konkursów oraz eliminacji szkolnych dla dzieci i młodzieży, w dziedzinach krasomówczych, recytatorskich, literackich oraz muzycznych.
- Turniej Poezji i Muzyki Renesansu „O Złoty Kroksztyn” – ogólnopolski turniej młodzieży dotyczący sztuki renesansu.
- Eliminacje Powiatowe Ogólnopolskiego Konkursu Recytatorskiego, Małego Konkursu Recytatorskiego, Konkursu Recytatorskiego „Warszawska Syrenka”.
- Konkurs Poezji i Pieśni Żydowskiej „Mazel Tow”.

### Współorganizacja
Szydłowieckie Centrum Kultury – Zamek jest współorganizatorem działań kulturalnych, uroczystości i obchodów organizowanych przez Burmistrza Miasta Szydłowca oraz parafię św. Zygmunta. Ważniejsze z nich to:
- Szydłowieckie Zygmunty – święto patrona Miasta 2 maja,
- Kiermasz Wielkanocny – Niedziela Palmowa,
- Szydłowieckie Wieńcowanie – dożynki,
- Szydłowieckie Spotkania Orkiestr Dętych – maj,
- Dni Papieskie – październik,
- Rocznicy Powstania Styczniowego – styczeń,
- Święta Konstytucji 3 maja,
- Święta Niepodległości – 11 listopada,
- Rocznicy Bitwy pod Barakiem – 8 września
- Biegu Ulicznego w Sadku – czerwiec
- Święta Wojska Polskiego i rocznicy Cudu nad Wisłą – 15 sierpnia
- Rocznicy powstania Podziemnego Państwa Polskiego – 27 września